# Cariló

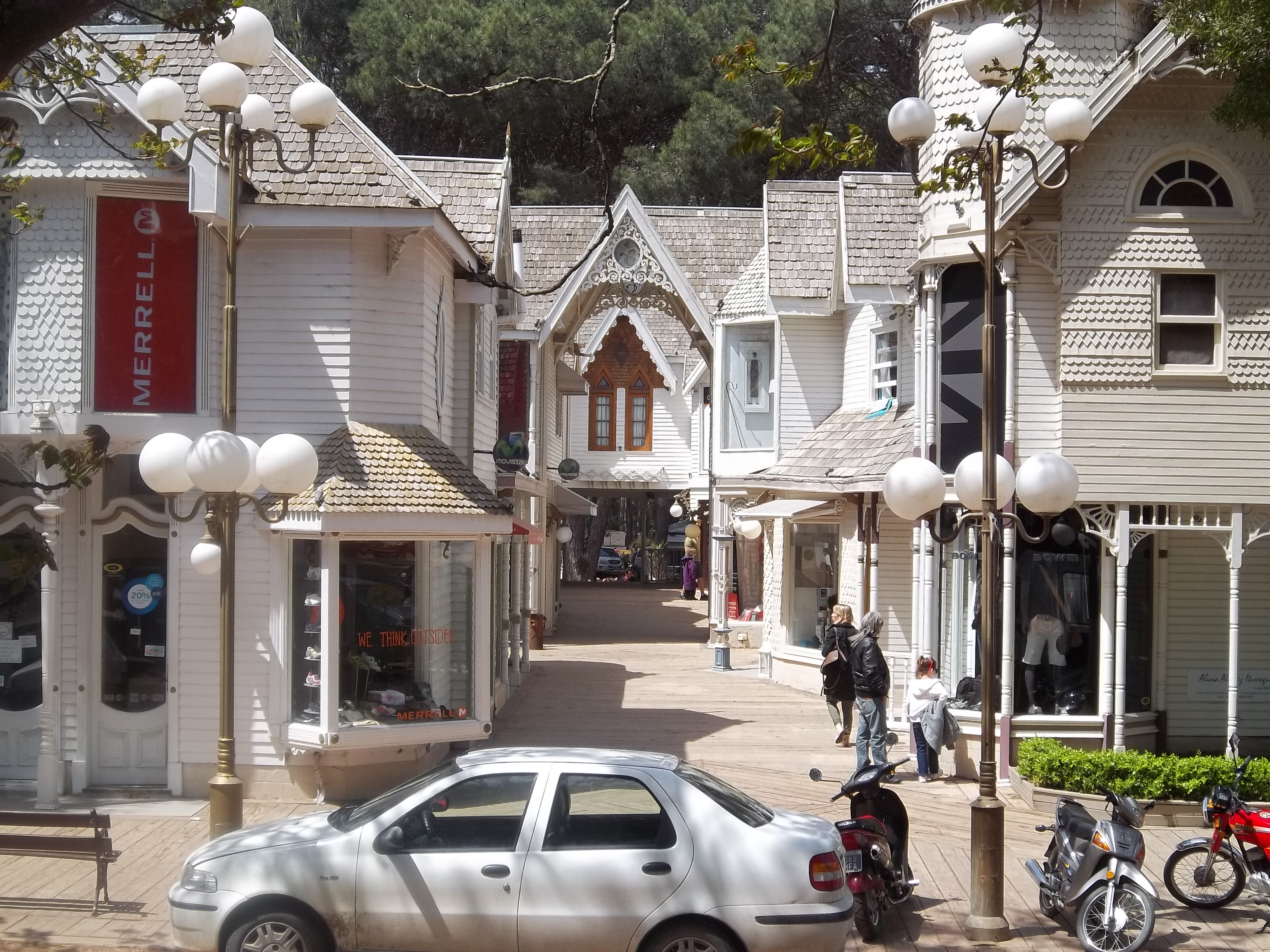
Centro comercial de Cariló.

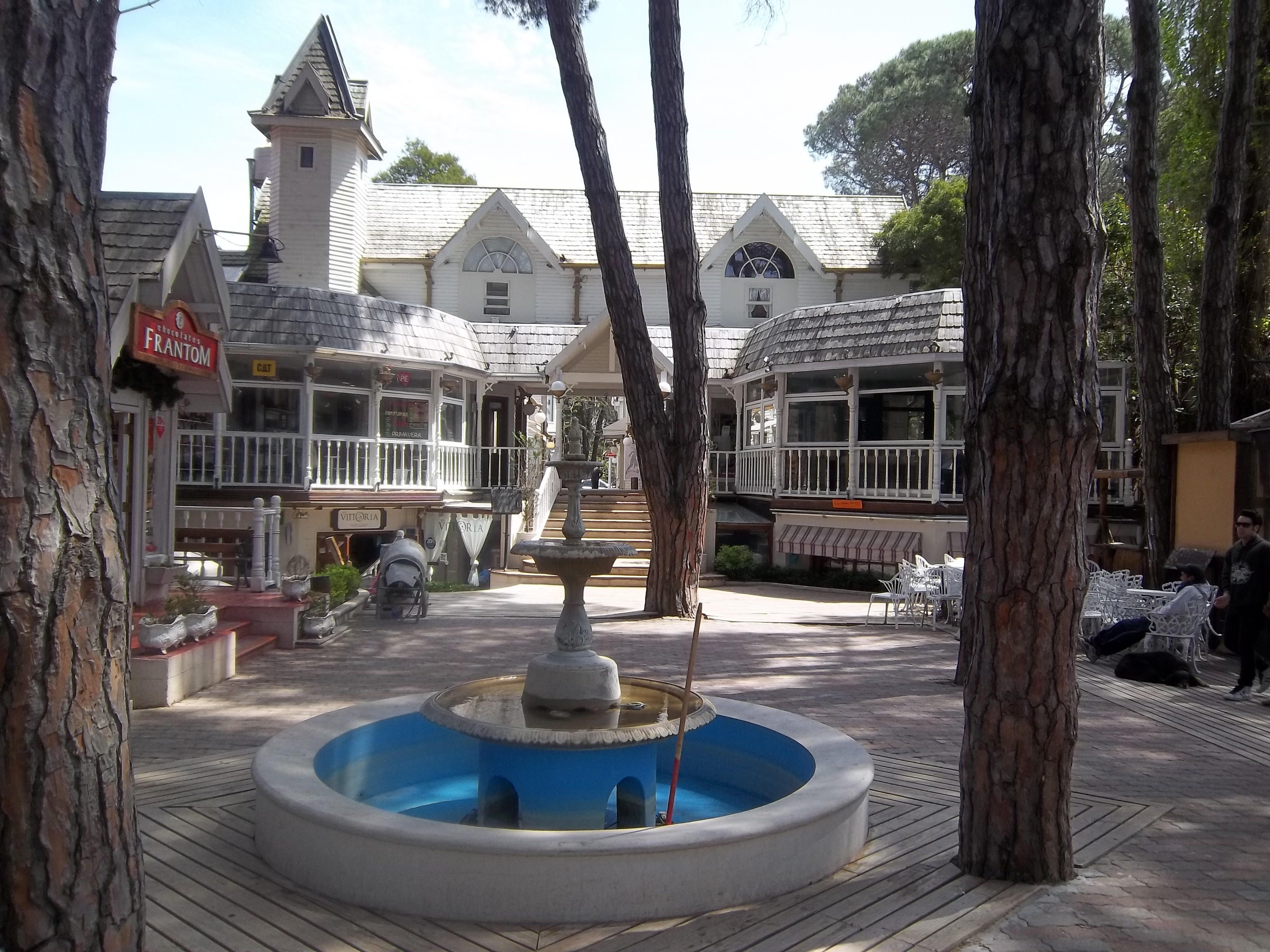
Fuente en el centro comercial de Cariló.

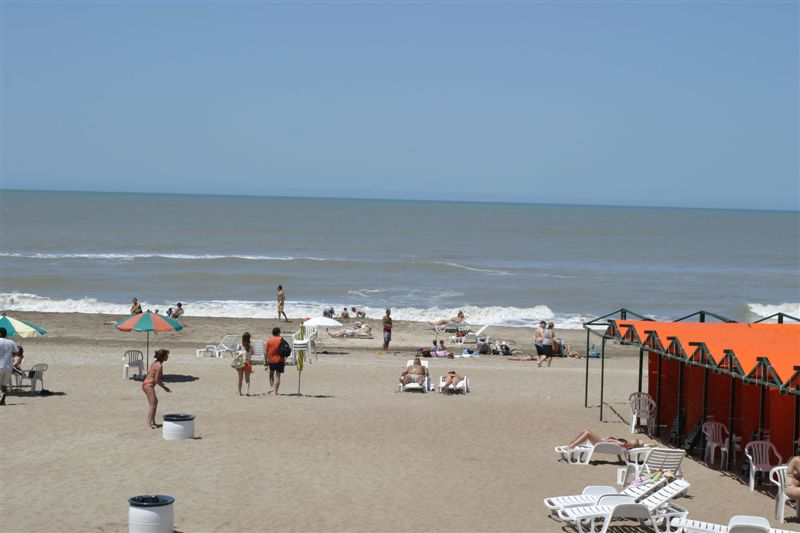
Playa de Cariló.

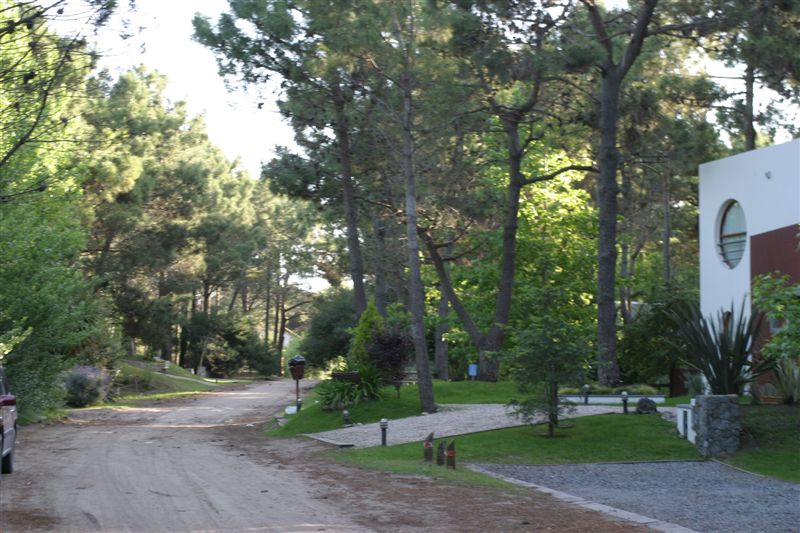
Cariló.

Cariló es una localidad argentina del Partido de Pinamar, Provincia de Buenos Aires. Está emplazado al sur del mismo, lindando con Villa Gesell. Constituye una reserva natural de bosque, dunas y playa con una extensión de 5 km de frente marítimo y, en promedio, 4 km desde el mar Argentino a la Ruta 11, que la separa del partido de General Madariaga. Se encuentra a 360 km de Buenos Aires.

## Toponimia
Cariló es una voz mapuche la cual significa "Médano Verde"; cari (verde), ló (médano).

## Planificación urbana

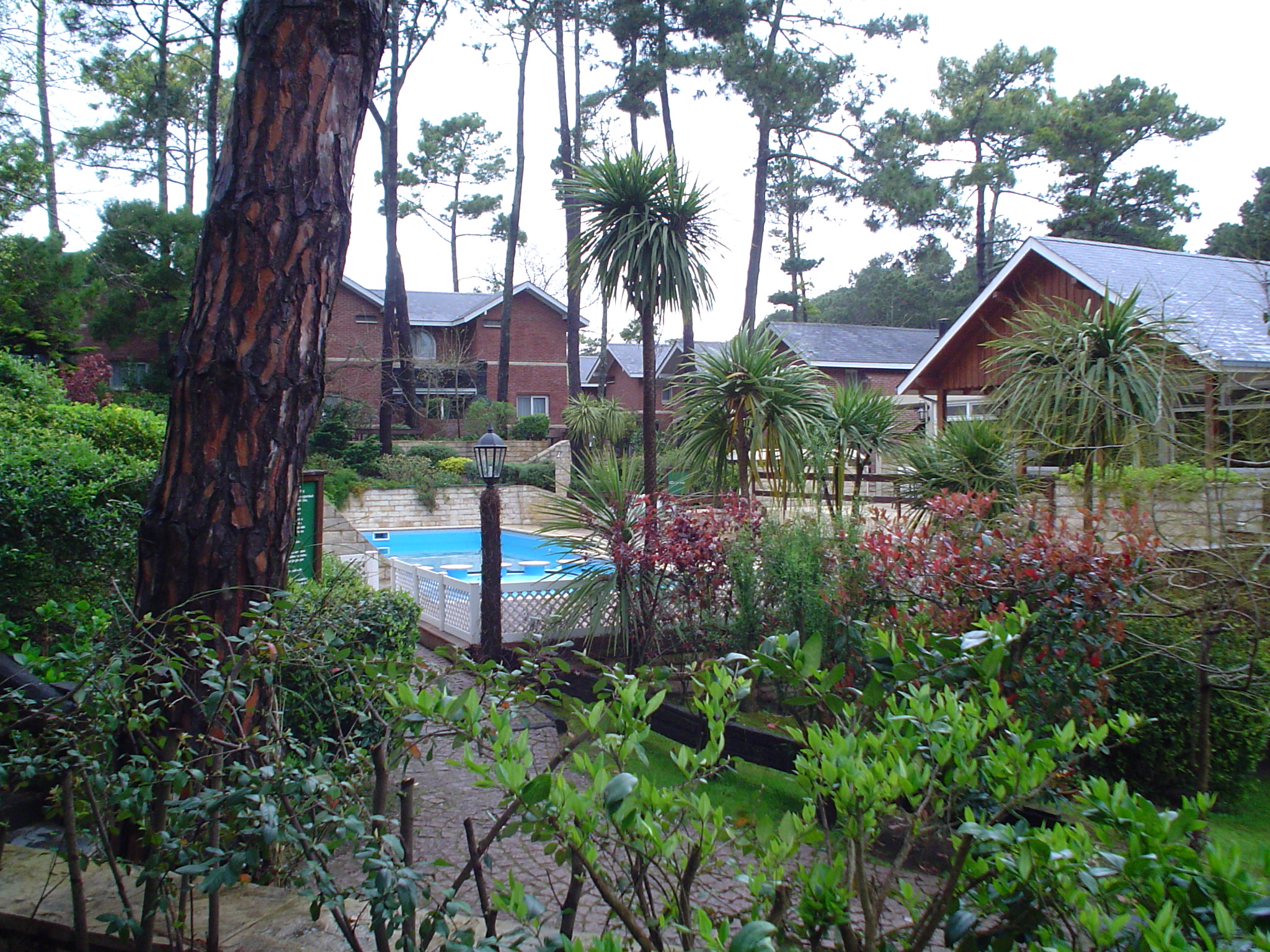
Chalets típicos de Cariló, de influencia germana

En el 2012 el Parque Cariló disponía ya de 52 hoteles y apparts de diferentes niveles. En sus amplias playas solamente se permitió instalar 3 balnearios y un parador, conservando de esta manera, el aspecto “salvaje” y virgen de dunas, playa y mar.
La reserva sin lotear ha sido dividida entre sus propietarios (la familia del fundador) y cada uno de los grupos ha presentado un proyecto de loteo para seguir urbanizando la localidad. De común acuerdo con los propietarios y la Municipalidad, se ha consensuado un COU (Código de Ordenamiento Urbano) por el cual se establece que los lotes tengan proporciones generosas y los espacios libres de construcción en los mismos también lo sean, con el fin de asegurar una baja densidad edilicia y evitar el excesivo deterioro del bosque.
El Parque Cariló es uno de los puntos de atracción turística más importante del país y uno de los lugares privilegiados para vivir.[cita requerida]
El Foro Amigos de Cariló es una ONG que trabaja en el desarrollo de medidas que permitan la preservación de la flora y la fauna del lugar. Entre sus objetivos se encuentran: Desarrollar y promover actividades culturales, artísticas, educativas y deportivas destinadas a mejorar el estilo de vida en el Parque. 
Participar en todas las actividades destinadas al análisis de emprendimientos públicos o privados que requieran el desarrollo de estudios de impacto ambiental. 
Coordinar con otras organizaciones existentes o futuras, acciones conjuntas que estén destinadas al cumplimiento de los objetivos antes mencionados. 
Desarrollar un ambiente de cordialidad y solidaridad entre los miembros de la localidad y propender al mejoramiento intelectual y cultural de los mismos. 
La Sociedad de Fomento de Cariló, —«SFC»—, tiene por objetivo conservar las características de la localidad, defender la naturaleza, preservar la fauna y la flora y controlar el crecimiento edilicio y la urbanización descontrolada. La participación de la mayor cantidad posible de propietarios en la SFC asegura el cumplimiento de sus objetivos, lo que será de especial y significativo beneficio para todos.

## Historia
El Parque Cariló, al igual que Villa Gesell, sería un territorio de dunas gigantescas, un desierto árido a la orilla del mar si no hubiera habido acción humana. Cariló es ejemplo de lo que se puede lograr modificando la naturaleza sin violar sus reglas, haciendo habitable un espacio árido y convirtiéndolo en atractivo turístico para los visitantes.
El origen fue un plan en los años 1920, que pregonaba Héctor Manuel Guerrero, con 28 años de edad, el que comienza la fijación y forestación de médanos vivos en la Estancia  “Dos Montes”. Dicho establecimiento rural tenía el Potrero “Médanos”, de 1700 ha; Debía hacer frente a múltiples problemáticas: temporales, luchar contra hormigas y liebres, contra la falta de caminos y transporte, y contra lo poco que se sabía sobre forestación en arena. La familia Guerrero había heredado de su padre Carlos un campo sin mejoras y, en pocos años, ya tenía casco de estancia con un parque diseñado por Carlos Thays, y más de 200 ha de frutales. Así se originó la «Cabaña Charles».
En 1935, la plantación llega al mar. El cambio de hábitat había comenzado a modificar el ecosistema local. Las aves lugareñas comenzaron a anidar en lo que Guerrero bautizó como “Cariló”, que significa 'Médano Verde' en lengua mapuche (cari: verde, lo: médano), corresponde señalar que este nombre mapuche proviene de este pueblo indígena, el cual habitó estas tierras, al igual que otras poblaciones pampas, previo a ser desplazados por la conquista criolla.
En 1938, los viveros son trasladados de la estancia “Charles Viejo” a “Dos Montes”.
En 1947 llegan 660 000 plantas listas para ser trasplantadas.
En 1948, se inaugura su casa principal conocida como “Divisadero” o “Casa Grande” sobre la duna, con el mar y el bosque de fondo.
En 1970, se cierran los viveros al haberse completado la fijación y forestación del total de la propiedad privada. Los hijos del fundador designan las calles perpendiculares al mar con nombres de plantas; y a las paralelas al mar, con nombres de aves regionales, en orden alfabético.
El 8 de abril de 1976, durante el gobierno de facto autoproclamado Proceso de Reorganización Nacional, fue nombrado gobernador de la provincia de Buenos Aires el general (retirado) Ibérico M. Saint Jean, quien pertenecía al grupo cercano al presidente de facto, Jorge Rafael Videla. El 11 de junio de 1978, Saint Jean, con autorización de la junta militar estableció por decreto Ley N.º 9024 la creación de cuatro nuevos municipios urbanos: La Costa, Pinamar, Villa Gesell y Monte Hermoso, elevando el número de municipios de 121 a 125 en la Provincia.  El 1 de julio de 1978 comenzaron a funcionar en forma independiente de los territorios pertenecientes a los actuales partidos de General Lavalle y General Madariaga tres nuevos municipios que fueron denominados “Municipio Urbano de la Costa”, “Municipio Urbano de Pinamar” y “Municipio Urbano de Villa Gesell”. Con lo cual se corren los límites originales, llevando al Parque Cariló a pertenecer al partido de Pinamar y dejando, de formar parte del partido de General Madariaga,
En 2012 un grupo de vecinos y comerciantes del Parque Cariló impulsaron la propuesta de volver a pertenecer a la jurisdicción de General Madariaga. Hoy en día la propuesta se encuentra siendo tratada en la legislatura de la Provincia de Buenos Aires. Sin obtener respuesta alguna.
En los últimos años Cariló sufrió un punto de inflexión con el aumento del turismo, acompañado con la puesta en vigor de una expansión urbana, como el barrio Constancia, el barrio Divisadero, el barrio Zorzal o Los Enebros.

## Ocio
El entorno del Parque Cariló ofrece múltiples opciones para todos los gustos y edades de sus visitantes. La pureza del aire y la tranquilidad de Cariló ofrece un espacio saludable para el descanso, la recreación y el deporte.
Paseoscabalgatas, caminatas, avistaje de aves, excursiones (senderismo)  a campo traviesa.
Actividades Culturalesson mayormente estacionales, destacando los conciertos musicales al aire libre, las muestras de obras de arte, y el teatro infantil.
Deporteslos principales son tenis, golf, surf, kitesurf, atletismo y pesca deportiva.

### Turismo
Pinos, aromos y acacias rodean el Parque Cariló. En esta localidad se puede disfrutar de playas amplias que, con tres balnearios y un parador, ofrecen servicios de carpas y actividades como el surf  a cargo de profesores para los más chicos. Sus restaurantes permanecen abiertos día y noche durante todo el verano y los fines de semana el resto del año.
Gracias a su belleza natural, a su cercanía con la ciudad de Buenos Aires y que ofrece servicios de primer nivel, este lugar apostó a al mercado corporativo y logró obtener turismo todo el año. Ofrece los mejores salones para realizar congresos y convenciones en un entorno único frente al mar.
En cuanto a las actividades que se pueden realizar, las principales son al aire libre. Por ejemplo, el Bosque Aéreo, ubicado en centro comercial, promueve el entretenimiento de toda la familia. Los recorridos constan de una serie de circuitos instalados a diferentes alturas. Es un lugar mágico con puentes, pasarelas, tirolesas y escaladores, donde los más chicos pueden crear sus propias aventuras rodeados de la naturaleza. También, Cariló tiene su plaza “Guerrero”, donde los juegos están hechos exclusivamente de madera.
Se realizan exposiciones, ferias artesanales semanales y “Conciertos en el Bosque”, programa musical que se realiza hace más de diez años. Los conciertos se llevan a cabo en enero en los principales hoteles de la localidad y en el Club Cariló Tennis.
Uno de los deportes más importantes que se practican es el golf. La cancha cuenta con una serie de variables en el diseño que confunden y exigen. Tiros ciegos, doglegs  a derecha e izquierda, desniveles marcados, fairways  con áreas de aterrizaje de dirve de variada superficie y estrategia, greens  francos de muy buen rodamiento y velocidad, y un “rough leñoso” compuesto por el bosque de pinos.
Su centro comercial combina rusticidad y sofisticación. Cuenta con más de 20 galerías, en las que se encuentran las principales marcas de indumentaria y gastronomía. Es un Paseo inolvidable.

## Balnearios
Cariló cuenta con cuatro balnearios:

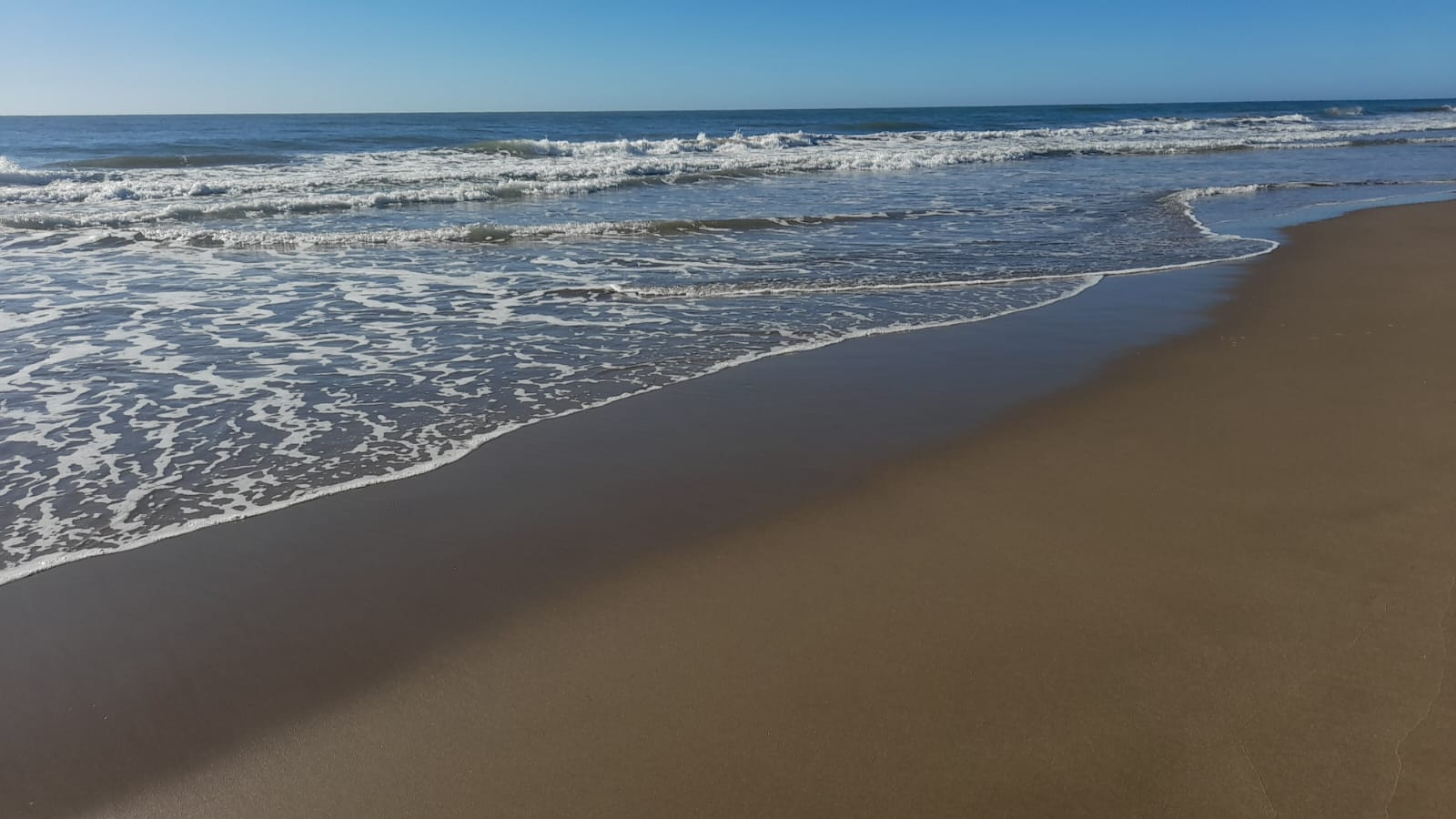
Balneario Divisadero, playa de Cariló.

- Hemingway
- Parador Neruda
- Cozumel
- Divisadero

## Área forestal
Si bien los árboles que crecen en el Parque Cariló son importados de áreas lejanas, estas plantas ayudan a fijar las dunas y a combatir la erosión, atraen a varias clases de aves, son refugio para otros tipos de animales, y proporcionan también un paisaje boscoso verde muy atractivo. Entre las especies implantadas más comunes se encuentran los pinos: Pinus pinea, P. pinaster, P. halepensis originarios del Mediterráneo, P. radiata de California, P. elliottii y P. taeda del suroeste de los EE. UU.. Los últimos en implantarse fueron P. nigra de Europa y el P. patula de México. Uno de los árboles más comunes y que mejor se ha adaptado es el Myoporum laetum de Nueva Zelanda. También se encuentran eucaliptos de Australia como: Eucalyptus globulus, E. camaldulensis, E. tereticornis, E. viminalis, E. cinerea y E. sideroxylon. Especies menos difundidas, presentes principalmente con fines ornamentales, son: Quercus robur (roble carvallo), Quercus ilex (encina), Acer negundo (arce negundo), etc.

## Acceso
Se accede a la localidad, tanto desde Buenos Aires como desde Mar del Plata, por medio de la Ruta 11. Desde Buenos Aires se puede acortar el viaje tomando la Ruta Provincial 56, que se desvía de la Ruta Provincial 11 en el acceso a General Conesa y, en la ciudad de General Juan Madariaga, empalmar con la Ruta Provincial 74 que vuelve a unirse con la Ruta Provincial 11 en la rotonda de entrada a Pinamar 
En ómnibus de larga distancia sólo se puede llegar hasta Pinamar; de allí se puede ir en remís o en taxi. La empresa de colectivos Montemar ofrece un servicio local cada 15 minutos en temporada alta y cada 30 minutos en temporada baja, este alcanza a los pasajeros hasta Av. Divisadero y Cerezo, en pleno centro del Parque Cariló. Otro servicio de media distancia ofrecido por la misma empresa, con una frecuencia de 1 hora, conecta la ciudad de Madariaga con Villa Gesell, pasando por Pinamar y Cariló, saliendo, de esta última, por calle Cerezo hacia la Ruta 11.
También se puede llegar en tren (hasta Pinamar, desde 2011 suspendido y reinaugurado en 2021) y en avión (este último sólo en temporada alta y al cercano Aeropuerto de Villa Gesell).

## Cariló en cifras
- Longitud de la playa (frente marítimo): 3 km
- Superficie total: 1700 ha
- Superficie loteada: 600 ha
- Superficie en reserva: 1100 ha
- Cantidad total de lotes: 3500
- Cantidad de viviendas: 1760
- Cantidad de Hoteles y Apparts: 52
- Cantidad de balnearios: 4
- Cantidad de paradores: 4
- Periódicos locales: 1
- Radios FM: 3
- Destacamento Policial: 1

|                                           | Norte: Valeria del Mar                      |         |
| Oeste: Localidades del Partido de Pinamar |                                             | Este: - |
|                                           | Sur: Villa Gesell (Partido de Villa Gesell) |         |